# 선희왕후
선희왕후 김씨(宣禧王后 金氏, ? ~ 1126년 3월 17일(음력 2월 22일))는 고려의 제12대 왕 순종의 왕비이다.

## 생애
본관은 경주이며 대경 김양검(金良儉)의 딸이다. 순종이 태자로 있던 시절에 후비로 뽑혀 입궁하였으며, 남편의 총애를 받았다. 그러나 시아버지 문종이 그녀를 매우 미워하였고, 결국 문종의 명에 의해 궁에서 쫓겨나게 되었다. 그리고 호를 연복궁주(延福宮主)라 하였다.
1126년(인종 4년) 음력 2월 22일에 사망하여 그 시호를 선희왕후(宣禧王后)라 하였고, 이후 1130년(인종 8년)에는 순종의 정비로써 태묘에 부묘되고 순종의 능인 성릉(成陵)에 합장되었다. 훗날 수 차례에 걸쳐 시호가 가상되어 공의화순선희왕후(恭懿和順宣禧王后)가 되었다.
남편 순종과 함께 살지 못한 탓에 자녀는 없었다.

## 가족 관계
- 아버지 : 대경 김양검(大卿 金良儉, 생몰년 미상)
- 어머니 : 미상
  - 남편 : 순종(順宗, 1047~1083)

## 참고 자료
- 《고려사》〈열전〉후비전